# Diocesi di Atina

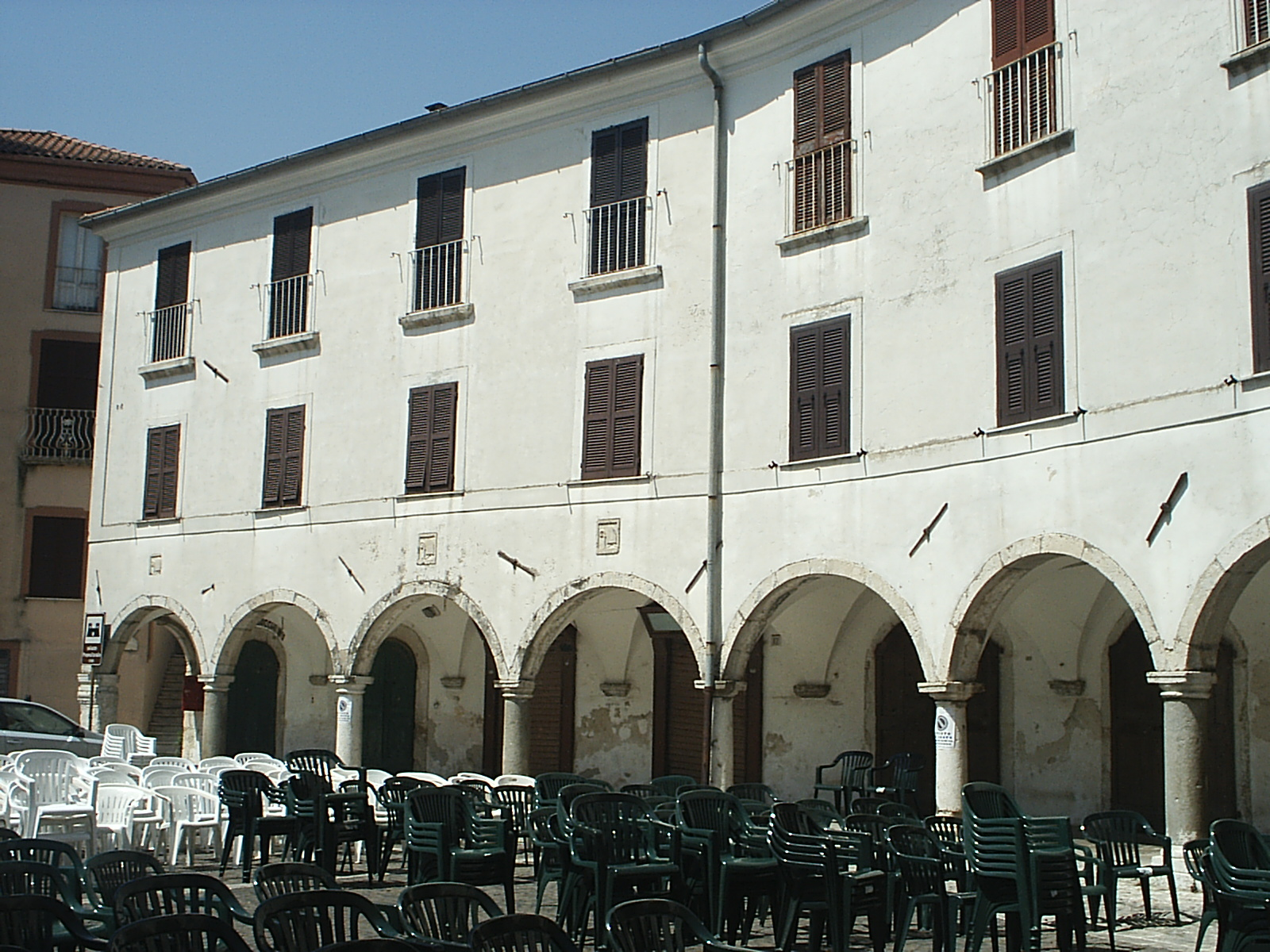
Il palazzo della prepositura (o del vescovato), sede dei prevosti di Atina.

La diocesi di Atina (in latino Dioecesis Atinensis) è una presunta sede della Chiesa cattolica, la cui esistenza storica è controversa. Dal XII secolo al 1977 è stata una circoscrizione ecclesiastica con il titolo di prepositura nullius di Atina (in latino Praepositura nullius Atinensis).

## Fonti e letteratura
L'esistenza della diocesi di Atina è documentata a partire da una serie di manoscritti di carattere agiografico e storico, e precisamente:
- la "Passione di san Marco", attribuita a Atenolfo, arcivescovo di Capua della metà dell'XI secolo, e la "Passione di santi martiri atinati Nicandro e Marciano"; questi testi furono pubblicati da Ferdinando Ughelli, nella sua Italia sacra;[1]
- il Chronicon civitatis Atinae, il Catalogus episcoporum Atinensium e il Libellus de excidio civitatis Atinae, dove si parla in modo specifico della fondazione e dello sviluppo storico della Chiesa di Atina.

Herbert Bloch ha dimostrato come tutti questi testi, il cosiddetto Dossier Atina, siano in realtà dei falsi, opera di Pietro Diacono, monaco, scrittore e bibliotecario di Montecassino (XII secolo), il quale, per riconoscenza nei confronti della città di Atina, che benevolmente lo accolse durante il suo esilio dal monastero cassinese (ca. 1128-1131), compilò queste opere, definite da Bloch un romanzo agiografico del XII secolo.
A partire dai testi di Pietro Diacono, nella prima metà del XVII secolo Marcantonio Palombo († 1640) compilò una Ecclesiae Atinatis historia, nella quale trascrisse, correggendoli e annotandoli, i testi medievali. Quest'opera, rimasta manoscritta, è stata pubblicata in edizione critica nel 1996, per i tipi della Libreria Editrice Vaticana e sotto gli auspici della Biblioteca Apostolica Vaticana, a cura di Carmela Vircillo Franklin, collaboratrice di Bloch.
Nel 1702 lo storico Bonaventura Tauleri utilizzò il manoscritto della Ecclesiae Atinatis historia per la stesura della parte ecclesiastica delle sue Memorie istoriche dell'antica città d'Atina, nelle quali trascrisse a sua volta larghe parti del manoscritto di Palombo e della prima edizione dell'Italia sacra di Ughelli. Quest'opera, insieme ad altre successive, hanno contribuito ad affermare l'esistenza della diocesi di Atina nel mondo accademico ed erudito, a cui hanno contribuito nell'Ottocento altri eruditi italiani tra cui Giuseppe Cappelletti.
Oggi, sulla scia di Bloch, è generalmente negata l'esistenza di questa diocesi.

## Storia
La Passione di San Marco racconta che Marco, originario della Galilea, avrebbe incontrato san Pietro, in viaggio verso Roma, e che, convertitosi al cristianesimo, fu dall'apostolo consacrato vescovo di Atina. Scrive Cappelletti che «visse Marco su questa sede intorno a cinquant'anni, predicando il vangelo e guadagnando alla fede cristiana più migliaia d'idolatri: terminò poi martirizzato il dì 28 aprile dell'anno 95 sotto il consolato di Massimo».
Il catalogo dei vescovi di Atina riporta una serie di 23 vescovi successori di san Marco, molti dei quali corredati dagli anni, mesi e giorni di governo pastorale. Già Lanzoni nel 1927 riteneva che questa serie conteneva nomi non attestati da fonti storiche coeve e che il catalogo, «documento tardivo e fantasioso, non è tale da potere assicurare un critico oculato su la pretesa antichità della diocesi atinate». Lo storico faentino sostiene che la diocesi sia attestata storicamente solo a partire dall'XI secolo; infatti, nel 966 Atina appare nel diploma di istituzione della sede metropolitana di Capua tra le sue diocesi suffraganee, documento sul quale tuttavia per Kehr «fidem tribuendam esse non censemus».
La diocesi di Atina, secondo i manoscritti medievali, sarebbe stata soppressa durante il pontificato di papa Eugenio III (1145-1153) ed il suo territorio annesso a quello della diocesi di Sora; il continuatore di Ughelli, nella seconda edizione dell'Italia sacra, aggiunge un nuovo vescovo, Ruffino, vissuto sul finire del XII secolo, la cui storicità è tuttavia controversa.
Infatti, già dal 1145, la chiesa di Atina appare governata da un prevosto, monaco di Montecassino, dai cui abati Atina dipendeva. Questa situazione venne confermata in un diploma concesso dall'abate cassinese Roffredo del 22 febbraio 1195, che riconosce uno status di semiautonomia, in ambito spirituale, della prevostura di Atina, nel contesto dell'abbazia di Montecassino.
È documentata una serie quasi ininterrotta di prevosti da Benedetto, menzionato nel 1140, fino a Tommaso De Marco, che venne ucciso il 2 aprile 1698. Per la morte cruenta del De Marco, papa Innocenzo XII e i suoi successori non nominarono più prevosti per Atina ed affidarono la prepositura in amministrazione ai vescovi di Aquino. Questa situazione rimase invariata fino al 1834, quando papa Gregorio XVI, con la bolla Romanus Pontifex del 19 novembre, soppresse la prepositura e ne annetté il territorio all'abbazia nullius di Montecassino. Il papa si espresse con queste parole: «Declaramus extinctam atque deletam jurisdictionem spiritualem quasi episcopalem abbatiae praepositurae nuncupatae Atinensis, ipsiusque territorium cum omnibus et singulis ecclesiis, conventibus, monasteriis jurisdictioni spirituali nullius monasteri Montis Cassinensis perpetuo unimus et incorporamus».
Nel 1878 papa Leone XIII ristabilì la carica di prevosto nullius di Atina assegnandola in perpetuo agli abati cassinesi, e contestualmente la chiesa di Santa Maria Assunta di Atina fu elevata al rango di concattedrale. Infine, con il decreto Ad Casinum Montem della Congregazione per i vescovi del 21 marzo 1977, la prepositura di Atina fu soppressa e il suo territorio definitivamente annesso all'abbazia territoriale di Montecassino.

## Cronotassi

### Vescovi di Atina
L'elenco dei vescovi di Atina è riportato da Ughelli, Tauleri e Cappelletti; Gams fa iniziare la sua cronotassi solo con Bonifacio.
- San Marco di Galilea † (45 - 28 aprile 95 deceduto)
- Beato Fulgenzio †
- Ilario † (111/112 - circa 132 deceduto)
- Urbano † (circa 132 - circa 172 deceduto)
- Lucio † (circa 173 - circa 185 deceduto)
- Salomone † (? - circa 221 deceduto)
- Demetrio † (221 - 236 deceduto)
- Beato Caro † (237 - 257 deceduto)
- Vigilanzio †
- San Prudenzio † (288 - 313 deceduto)
- Massimo † (313 - 337 deceduto)
- Eugenio † (337 - 378 deceduto)
- Romano †
  - Sede vacante
- Bonifacio † (464 - ?)
- Vindemio † (498 - ?)
- Felice † (592 - ?)
- Gaudenzio † (dopo il 625)
- Leone I †
- Giovanni I †
- Gaidulfo † (965 - ?)
- Leone II † (1044 - ?)
- Palombo † (1072 - ?)
- Giovanni II † (1087 - ?)[7]
- Sigeberto † (1129 - ?)
- Rufino † (menzionato nel 1180)[8]

### Prevostinulliusdi Atina
Elenco dei prevosti riportato da Coletti, continuatore dell'Ughelli, nel volume X dell'Italia sacra, e da Tauleri nelle sue Memorie istoriche dell'antica città d'Atina; entrambi questi autori fondano la loro cronotassi sulla Ecclesiae Atinatis historia di Marcantonio Palombo.
- Benedetto † (menzionato nel 1140)
- Alberico † (1145 - ?)
- Adiutorio † (menzionato nel 1211)
- Landolfo † (menzionato nel 1231)
- Giovanni Vigna I † (al tempo di papa Gregorio IX)
- Giovanni Vinea II † (1251 - 1253 deposto)
- Nicola † (dicembre 1253 - ?)
- Oderisio † (prima del 1259 - dopo il 1266)
- Simone † (1274 - ?)
  - Pietro Gerra † (amministratore in commendam)
- Secondino † (1295 - ?)
- Manno † (? - 1310 deceduto)
- Marino di Atina † (1310 - 1330 deceduto)
- Biagio di Morcone † (1331 - ?)
- Matteo di Sulmona † (1350 - ?)
- Giovanni di Ortona † (menzionato nel 1375)
- Tommaso di Ortona † (menzionato nel 1376)
  - Antonio[11] † (amministratore in commendam)
- Nicola di Compoli † (1405 - ?)
- Antonio di Giacomo † (menzionato nel 1413)
- Giovanni di Antonio † (prima del 1425 - dopo il 1428)
- Marcantonio †
- Cittadino di Santopadre †
- Giovanni Antonio Cicco † (? - 1443 deceduto)
- Antonio † (1443 - ?)
- Giovanni del Giudice † (? - 1464 deceduto)
- Marcantonio del Papa I † (1465 - ?)
- Marcantonio del Papa II † (menzionato nel 1513)
- Anonimo †
- Giovanni Battista Marino † (? - 1546 deceduto)
- Pompilio Naro † (? - 1567 dimesso)
- Antonio Mancini † (1567 - ? dimesso)
- Teodoro Mancini † (? - 1573 deceduto)
- Antonio Mancini † (1573 - 20 aprile 1601 deceduto) (per la seconda volta)
- Giovanni Bernardino Mancini † (18 novembre 1601 - 25 agosto 1635 deceduto)
- Giovanni Matteo Bologna † (24 febbraio 1636 - 1648 deceduto)
- Lelio Catarinella † (29 gennaio 1650 - 1692 deposto)
- Tommaso De Marco † (1º novembre 1693 - 2 aprile 1698 deceduto)
  - Sede amministrata in commendam dai vescovi di Aquino (1698-1834)
  - Sede soppressa (1834-1878)
  - Sede restaurata ed unita a Montecassino (1878-1977)